# Witjas (Schiff, 1939)
| Vityaz                                             | Vityaz                                                             |
| -------------------------------------------------- | ------------------------------------------------------------------ |
| Die Witjas als Museumsschiff in Kaliningrad (2017) |                                                                    |
| Schiffsdaten                                       |                                                                    |
| Schiffstyp:                                        | Kombischiff/Forschungsschiff                                       |
| Flagge:                                            | Russland                                                           |
| Heimathafen:                                       | Kaliningrad                                                        |
| Vermessung:                                        | 2471 BRT                                                           |
| Verdrängung:                                       | 5710 t                                                             |
| Länge:                                             | 109,44 m                                                           |
| Breite:                                            | 14,56 m                                                            |
| Tiefgang:                                          | 5,86 m                                                             |
| Antrieb:                                           | 1 × Dieselmotor                                                    |
| Gesamtleistung:                                    | 3000 kW                                                            |
| Geschwindigkeit:                                   | 14 Knoten                                                          |
| Mannschaft:                                        | 66                                                                 |
| Bauwerft:                                          | Deschimag, Werk Seebeck, Wesermünde                                |
| Ablieferung:                                       | August 1939 an die Dampfschifffahrts-Gesellschaft „Neptun“, Bremen |

Die Witjas (russisch Витязь, „Ritter“ oder „Recke“; englische Transkription Vityaz) ist ein ehemaliges Frachtschiff, das im August 1939 als Mars von der Deschimag im Wesermünder Werk Seebeck für die Dampfschifffahrts-Gesellschaft „Neptun“ in Bremen gebaut wurde. Sie war namensgebend für mehrere der tiefsten Stellen der Weltmeere.

## Geschichte
Als Mars von der Neptun-Linie bestellt und mit der Baunummer 614 vom Stapel gelassen, wurde das Schiff im August 1939 auf der Seebeckwerft fertiggestellt und von seiner Reederei zunächst zum Transport von Früchten aus Spanien eingesetzt. Im Jahr 1940 wurde die Mars von der Kriegsmarine beschlagnahmt, im selben Jahr an den Eigner zurückgegeben, aber im Jahr 1942 erneut beschlagnahmt und bis Kriegsende für Transportaufgaben im Ostseeraum eingesetzt. Im Dezember 1943 wurde das Schiff bei einem Luftangriff auf Bremen beschädigt, aber später wieder repariert. Gegen Kriegsende rettete es bei den Verwundeten- und Flüchtlingstransporten ab Ende 1944 geschätzte 20.000 Menschen vor der vorrückenden Roten Armee. Die Mars war das letzte Schiff, das am 14. April 1945 den eingekesselten Hafen von Pillau mit etwa 4000 Flüchtlingen in Richtung Kopenhagen verließ.
Bei Kriegsende im Mai 1945 wurde die in Kopenhagen liegende Mars vom britischen Ministry of War Transport beschlagnahmt und als Empire Forth aufgelegt.
1946 wurde das Schiff an die Sowjetregierung übergeben und nach der Umbenennung in Экватор (Ekwator, „Äquator“) mit der Nummer M-582 zunächst als Ausbildungsschiff betrieben. 1948 erfolgte eine weitere Umbenennung in Витязь (Witjas).
Bis 1949 wurde die Witjas in Wismar zum Forschungsschiff umgerüstet. Nach einer Erprobung im Schwarzen Meer lief das Schiff zu seiner ersten Forschungsfahrt in das Japanische, Ochotskische und das Beringmeer aus. Während der Reise im Verlauf des Internationalen Geophysikalischen Jahres 1957 wurde das nach dem Schiff benannte Witjastief 1 im Marianengraben entdeckt, das mit 11.034 m die tiefste bekannte Stelle des Weltmeeres darstellt (mittlerweile wird diese Messung angezweifelt). Im Mai 1959 ankerte das Schiff bei einer Tiefe von 9600 Metern im Marianengraben. Bei den Forschungsreisen, die das Schiff vorwiegend in den Pazifik führten, wurden die Manganknollen auf dem Meeresgrund entdeckt und erforscht. Nach 65 Forschungsreisen, auf denen mehr als eine Million Seemeilen (fast zwei Millionen Kilometer) zurückgelegt wurden, erfolgte 1979 die Außerdienststellung des Schiffes.

## DieWitjasals Museumsschiff
Nach einer längeren Liegezeit legte man die Witjas schließlich ab 1981/82 als Museumsschiff auf.
Nachdem man die Witjas in den Jahren 1991 bis 1994 in der Ostseewerft Jantar, der früheren Königsberger Niederlassung der Elbinger Schichau-Werft, überholt und für den weiteren Museumseinsatz vorbereitet hatte, wird sie seit dem 12. April 1995 im Kaliningrader Museum der Weltmeere ausgestellt.